# Keiko Fujimori
Keiko Sofía Fujimori Higuchi (n. 25 mai 1975, Lima, Peru) este o femeie de afaceri și politiciană peruviană care a fost prima doamnă a Perului din 1994 până în 2000, și deputată în Congres pentru Zona Metropolitană Lima din 2006 până în 2011. Ca fiică a fostului președinte Alberto Fujimori și a fostei prime doamne Susana Higuchi a moștenit titlul protocolar al mamei sale între 1994 și 2000. Din 2010, ea prezidează Fuerza Popular, un partid politic care reprezintă fujimorismul. Ea a candidat fără succes la președinție în alegerile din 2011 și 2016, de două ori fiind învinsă de puțin în al doilea tur de scrutin.